# Nobel Week Lights
Nobel Week Lights är en ljusfestival som är gratis att ta del av och äger rum varje år under nobelveckan i december i Stockholm. Det finns olika platser där ljusinstallationer presenteras. Alla ljusinstallationer representerar antingen personer som har fått nobelpriset eller deras upptäckter. Konstverken ska uppmuntra besökare att lära känna mer om nobelpristagarens liv, forskning och upptäckter. Samtidigt får Stockholmare och andra möjligheten att se olika platser i Stockholm med nya ögon. Ljusfestivalen arbetar tillsammans med Nobelmuseet och stöds av Stockholms stad och andra publika och privata partner. Under Nobel Week Lights finns också en årlig Nobel Lights Walk med en karta och förklaringar som man kan använda för att upptäcker alla konstverken.

## Exempel

### 2021
Konstnären Andreas Skäberg från studio PXLFLD utvecklade ljusinstallationen på rådhuset för Nobel Week Lights. Konstverken var inspirerade av nobelpristagaren William Bragg som fick nobelpriset i fysik 1915. Han sa: "Ljuset bringar nyheter frän universum." Konstverken visar hur evenemang som händer i rymden påverkar livet på jorden. Installationen vill uppmärksamma forskningen och fotografin av fenomen i rymden och fotografin av jorden från rymden.

### 2020
Stockholm stadshus under Nobel Week Lights 2020. Ljusinstallationen inspirerades av upptäckter av nobelpristagare och utvecklades med hjälp av den svenska och den europeiska rymdstyrelsen.

## Fotogalleri med förklaringar

### 2021

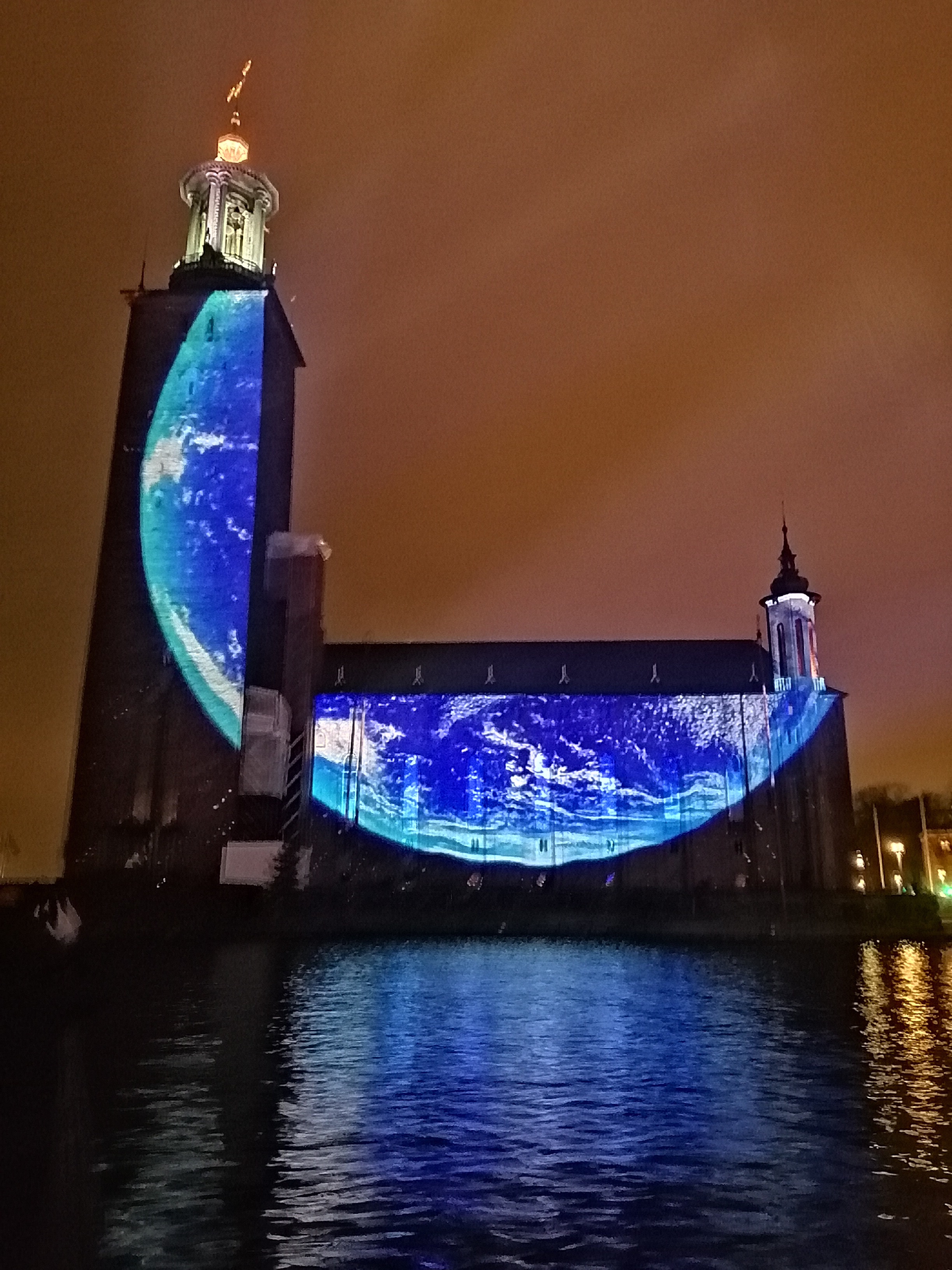
2021 Konstnären Andreas Skäberg från studio PXLFLD utvecklade ljusinstallationen på stadshuset i Stockholm för Nobel Week Lights. Konstverken inspirerades av nobelpristagaren William Bragg som fick nobelpriset i fysik 1915. Han sa: "Ljuset bringar nyheter frän universum." Konstverken visar hur vissa extrema evenemang i rymden påverkar livet på jorden. Installationen vill uppmärksamma forskningen och fotografin av fenomen i rymden och fotografin av jorden från rymden.
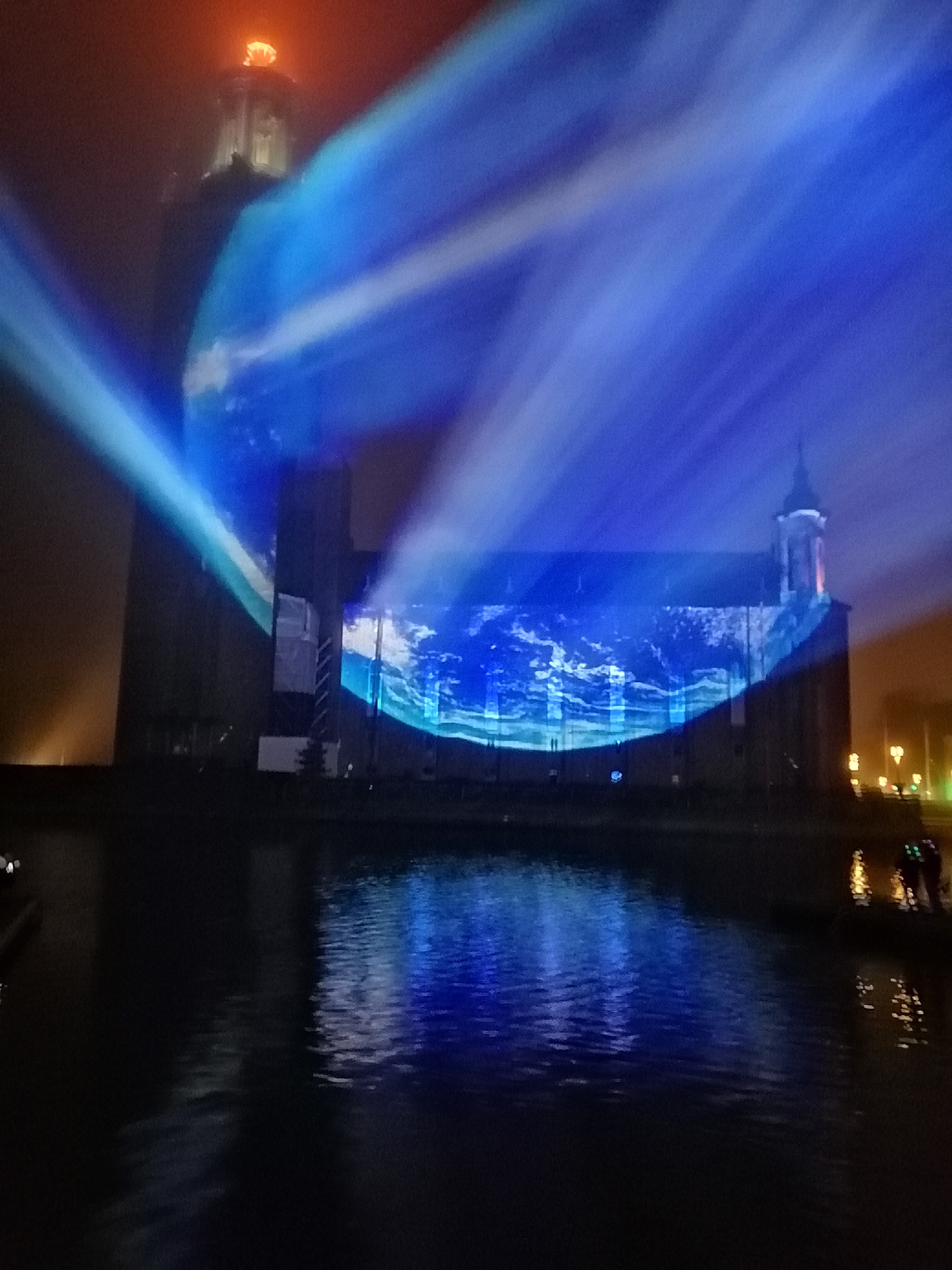
Stockholms stadshus under Nobel Week Lights 2021. Den extrema dimman gör att ljusstrålar blir synliga.
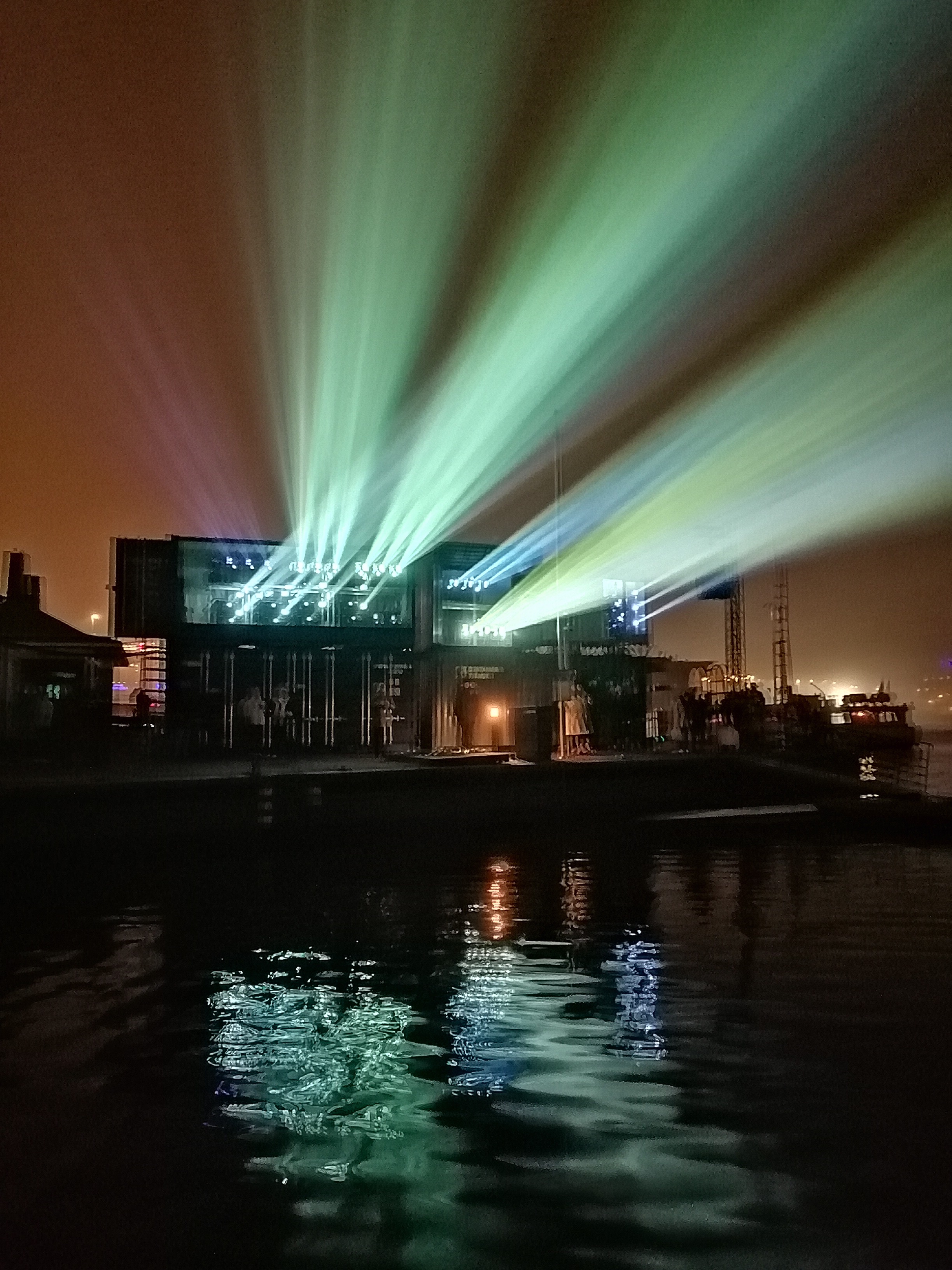
Ljusprojektioner under Nobel Week Lights 2021 inför Stockholms stadshus. Den extrema dimman gör att ljusstrålar är synliga.
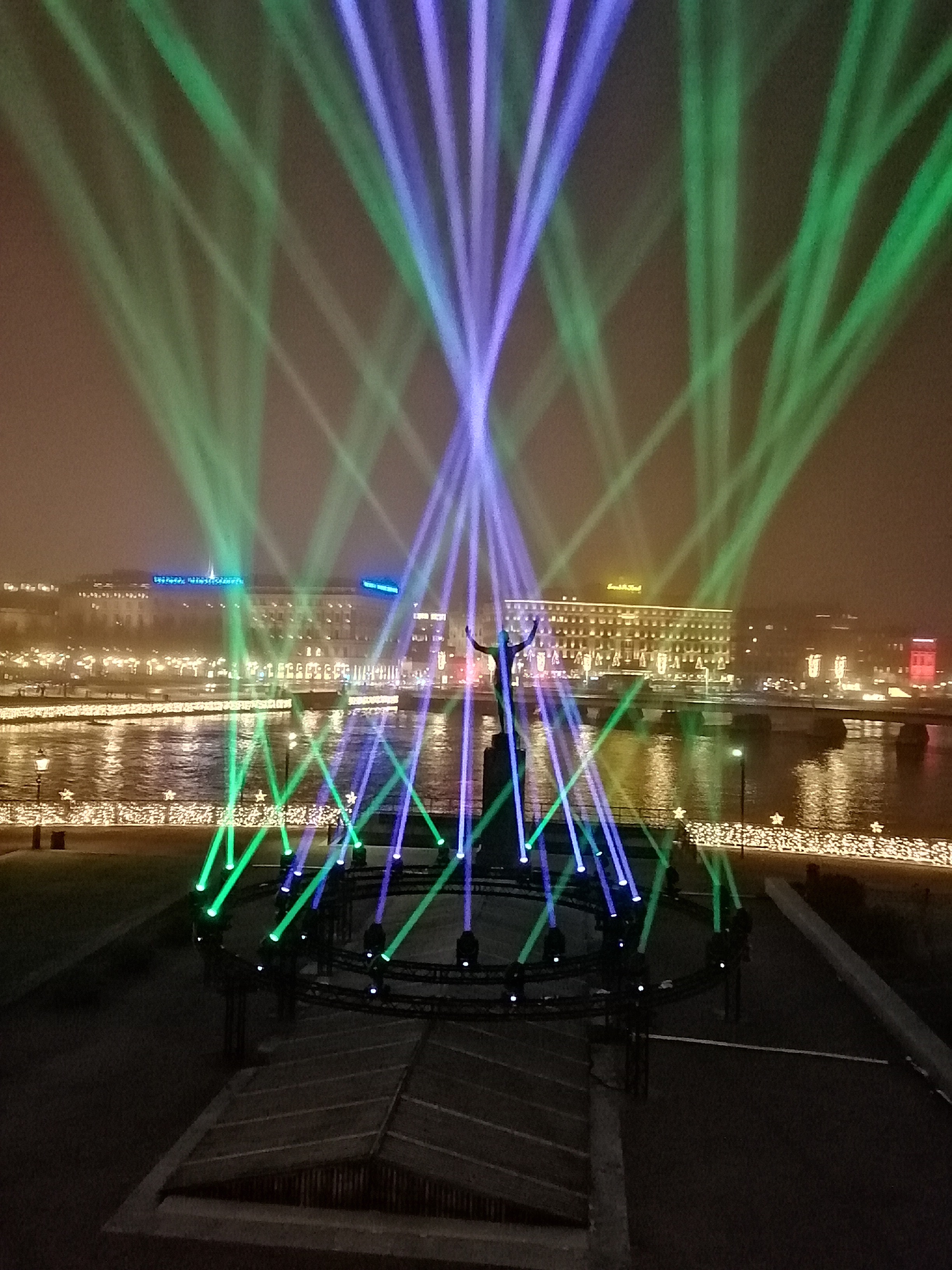
Dialog är en ljusinstallation på Strömparterren inspirerad av nobelpristagaren i fysik Charles K. Kao. Han har fått priset för "banbrytande arbetet när det gäller överföring av ljus i fibrer för optisk kommunikation". Konstnären bakom installationen är Fredrik Jönsson. Konceptet består av starka animerade ljusstrålar riktade mot himlen. Ljusa rörliga armaturer kommer att producera ett kluster av starka ljusstrålar, liknande vad som händer på insidan av fiberoptiska kablar.
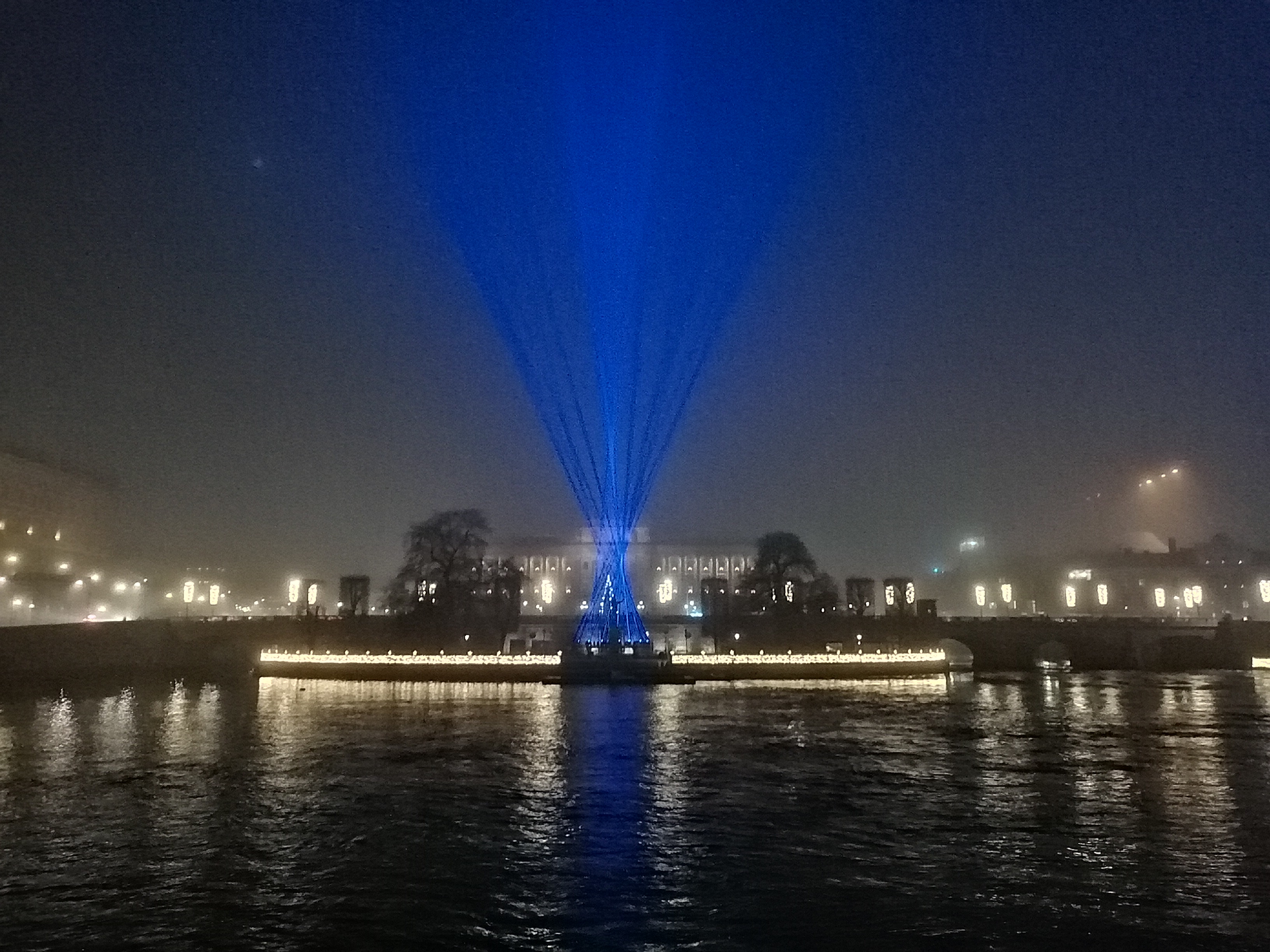
Den extrema dimman gör att ljusstrålar blir synliga.
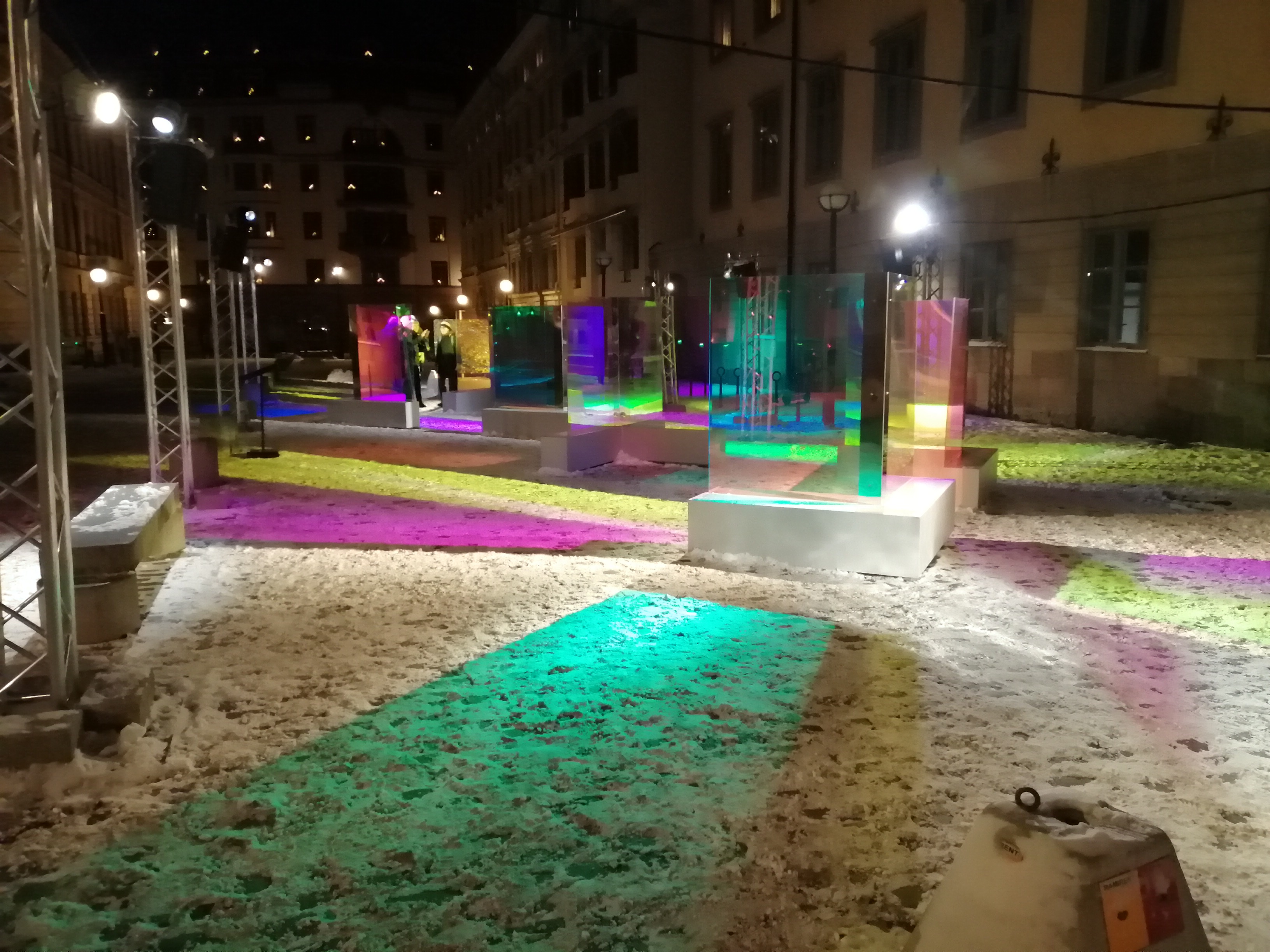
Ljusinstallationen från Paloma Design Studio är en hommage till den finsk-svenske forskaren Ragnar Granit som tillsammans med Haldan Keffer Hartline och George Wald fick nobelpriset för fysiologi och medicin för sin forskning om näthinnerelaterade processer och färgseende 1967. Granit är beskriven som "den glömde nobelpristagaren" som är minst känd.
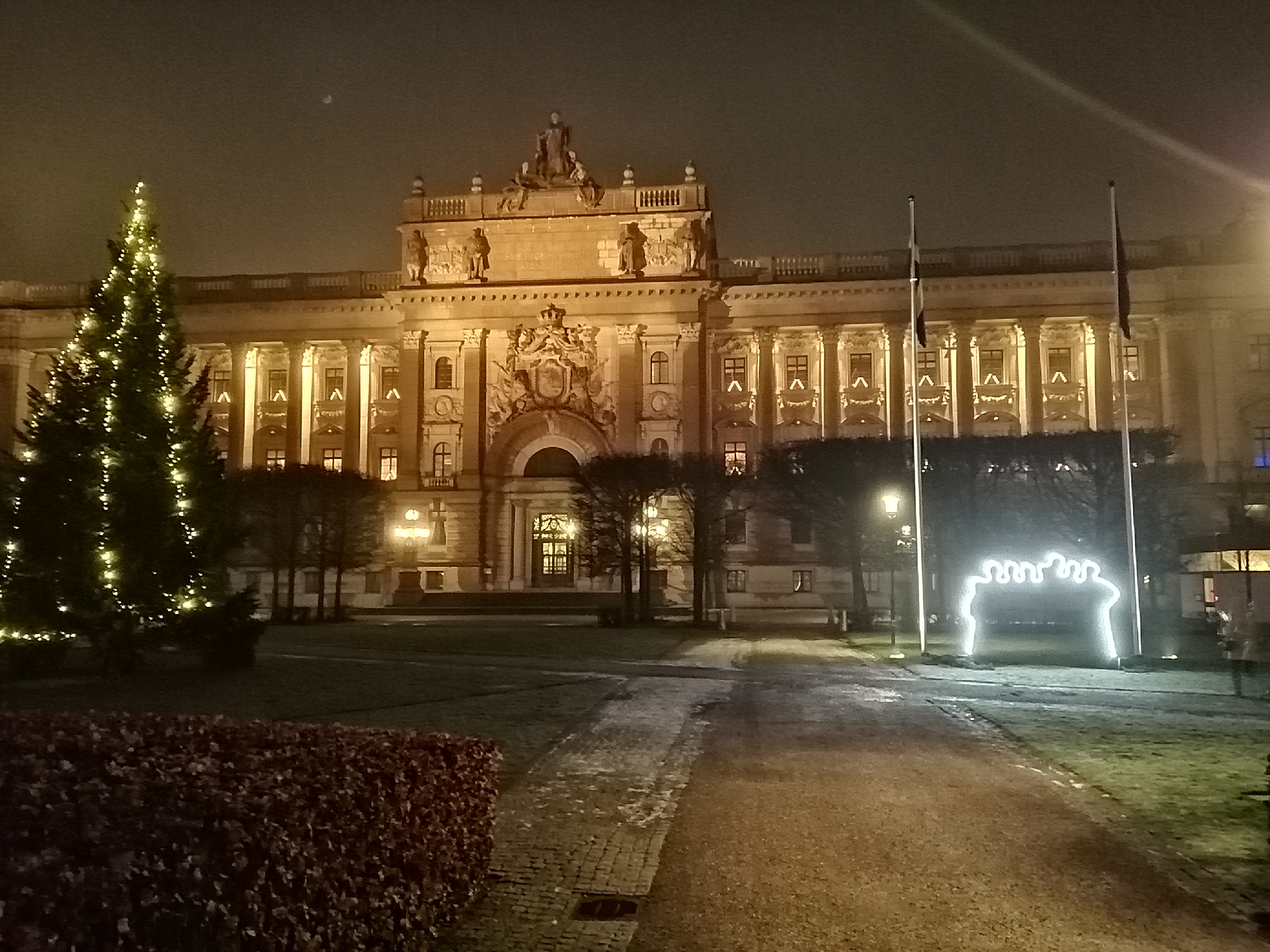
Ljusinstallationen "Making women visible" gjordes av konstnär Victoria Albrecht och Yuvia Maini för Nobel Week Lights 2021. Installationen stöds av Sveriges Riksdags demokratijubileum. Konstverken gör kvinnorna mer synliga både i politiken och som nobelpristagare. Ljusinstallationen representeras de första fem kvinnliga politikerna i Sverige, Elisabeth Tamm, Nelly Thüring, Bertha Wellin, Kerstin Hesselgren och Agda Östlund och de första tre kvinnliga svenska nobelpristagarna Selma Lagerlöf, Nelly Sachs och Alva Myrdal.
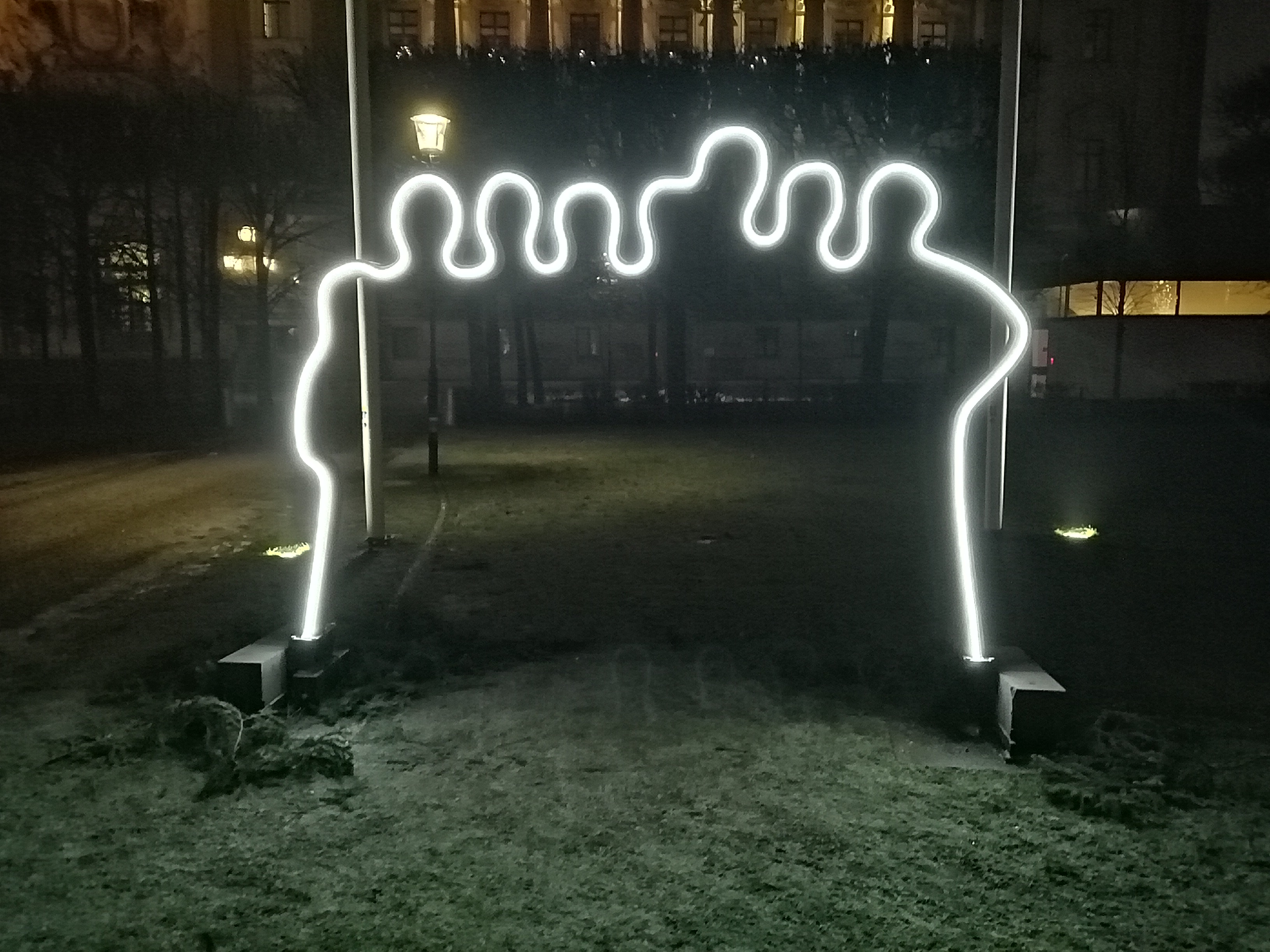
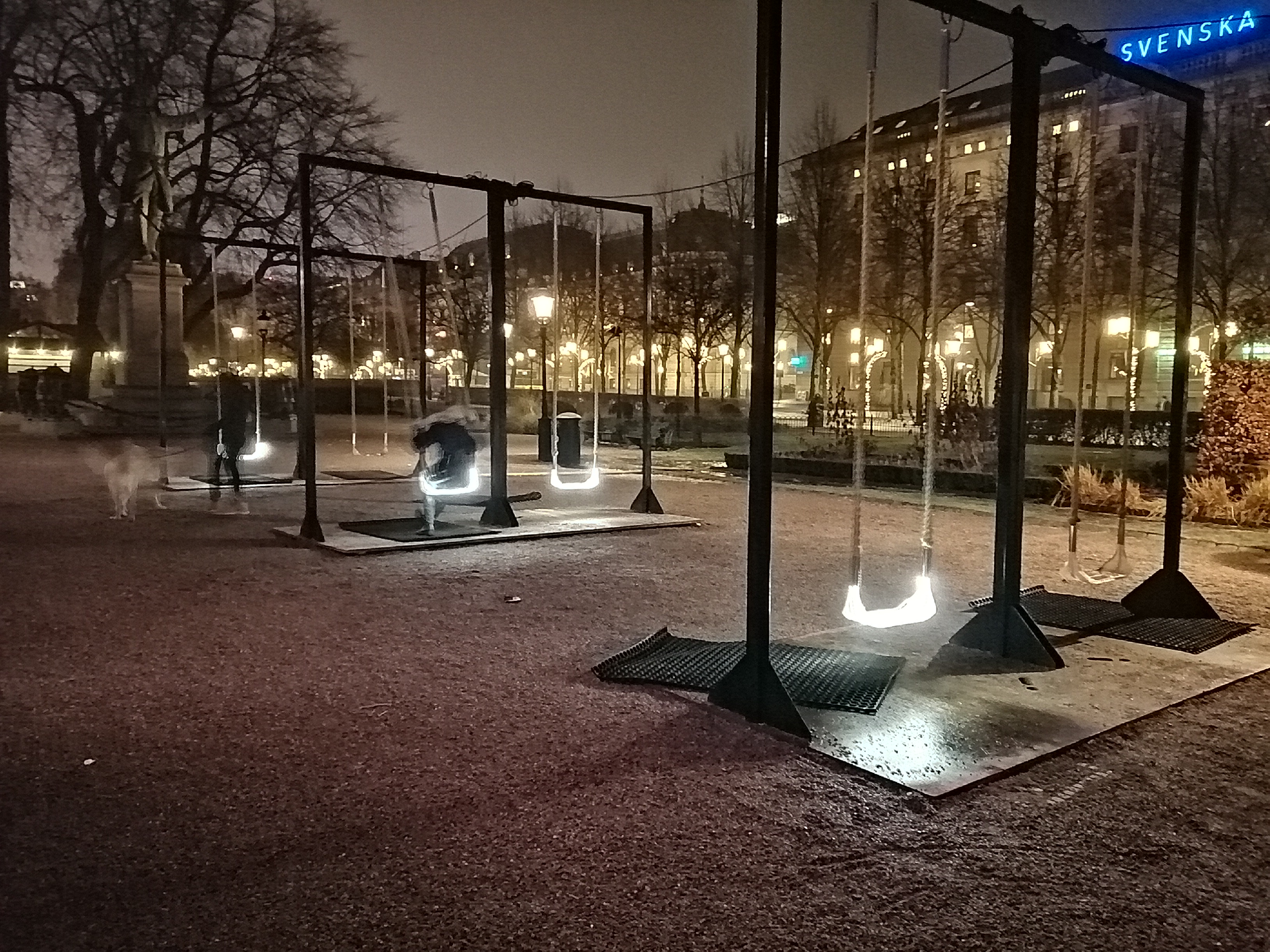
Alexander Lervik utvecklade konstverken Sense Light Swing. 2020 hade installationen sin premiär utomhus. Sen blev den en första del av Nobel Weeks Lights och presenteras varje år på Karl XII:s torg i Stockholm.

### 2020

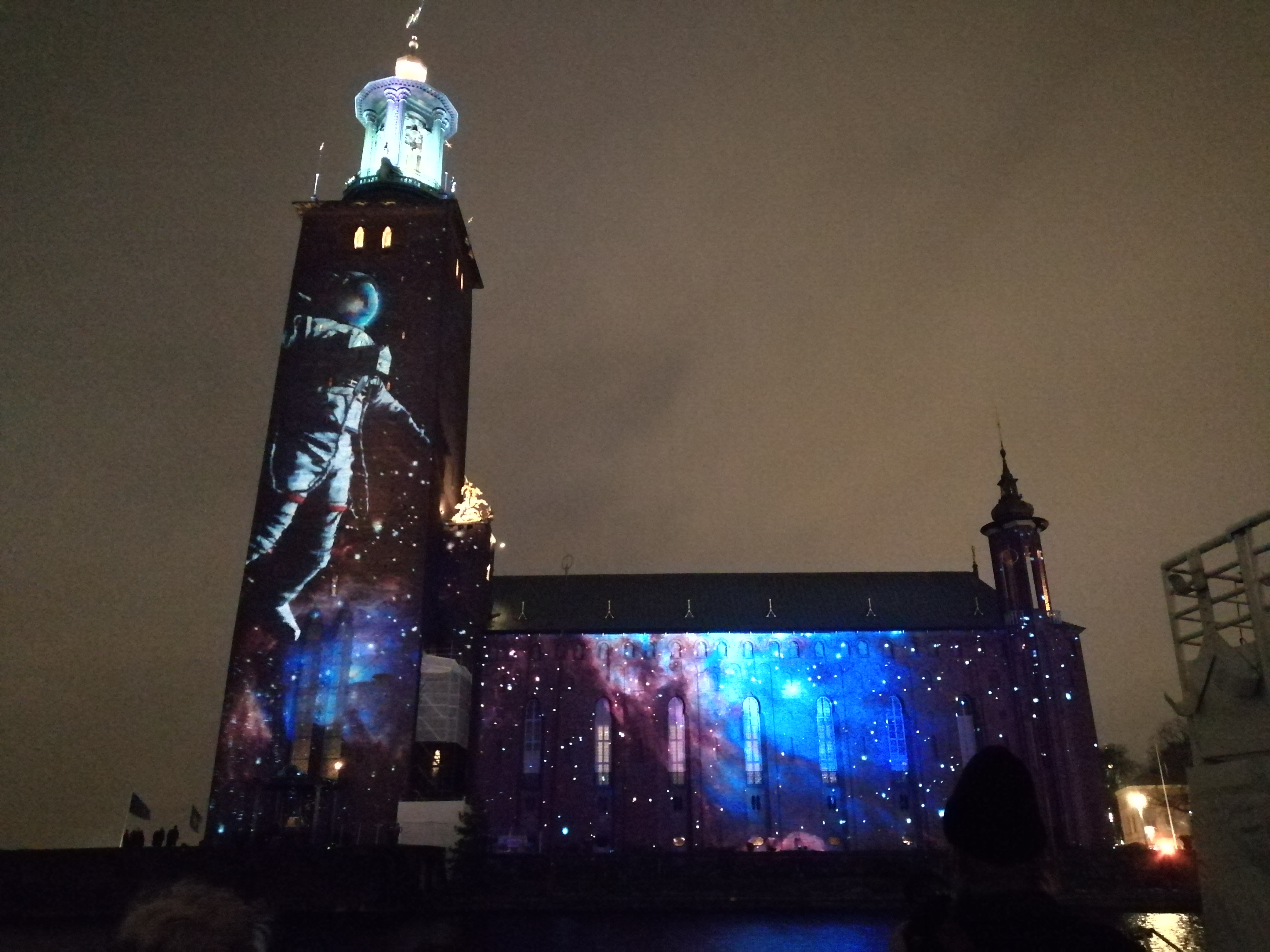
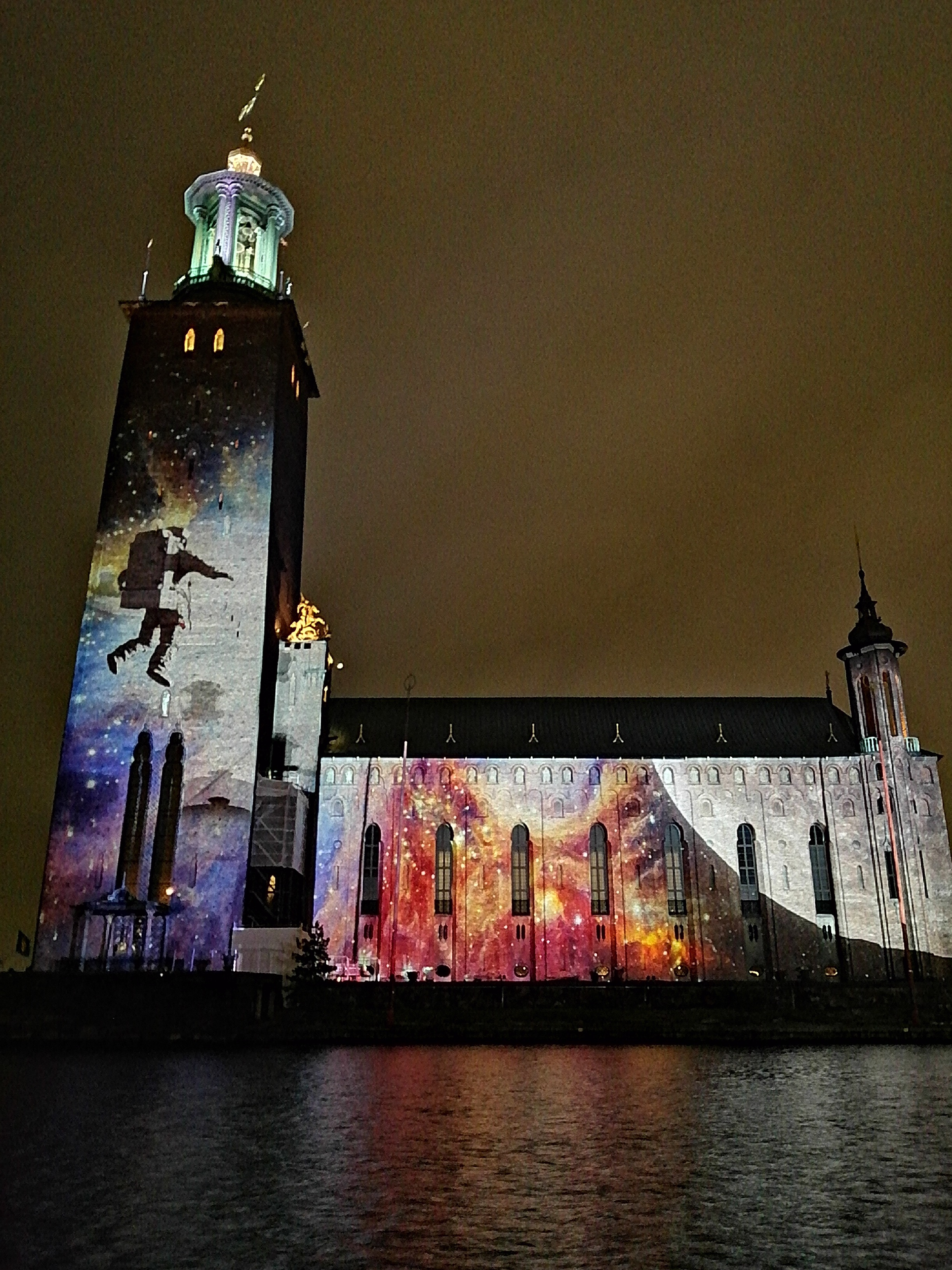
Stockholm stadshus under Nobel Week Lights 2020. Ljusinstallationen inspirerades av upptäckter av nobelpristagare och utvecklades med hjälp av den svenska och den europeiska rymdstyrelsen.
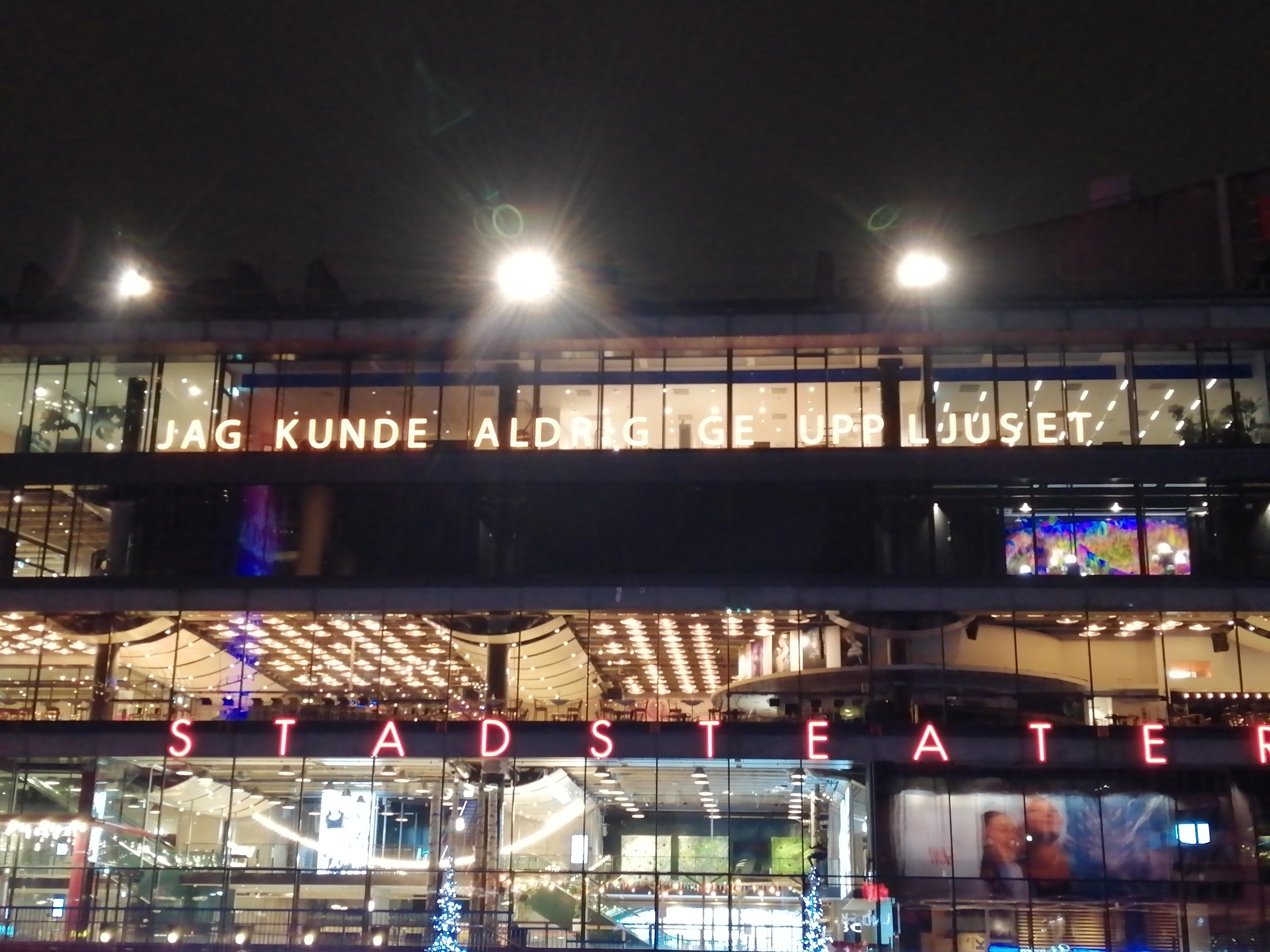
"Jag kunde aldrig ge upp ljuset" lyste upp på väggen av Stockholms kulturhuset under Nobel Week Lights 2020. Det är ett citat av den franske författaren Albert Camus som fick nobelpriset i litteratur 1957. Konstnären Amina Zoubir valde frasen därför att det visar hur Camus försökte skriva om glädje och sorg i människolivet.  Originalcitatet på franska är “Je n’ai jamais pu renoncer à la lumière."
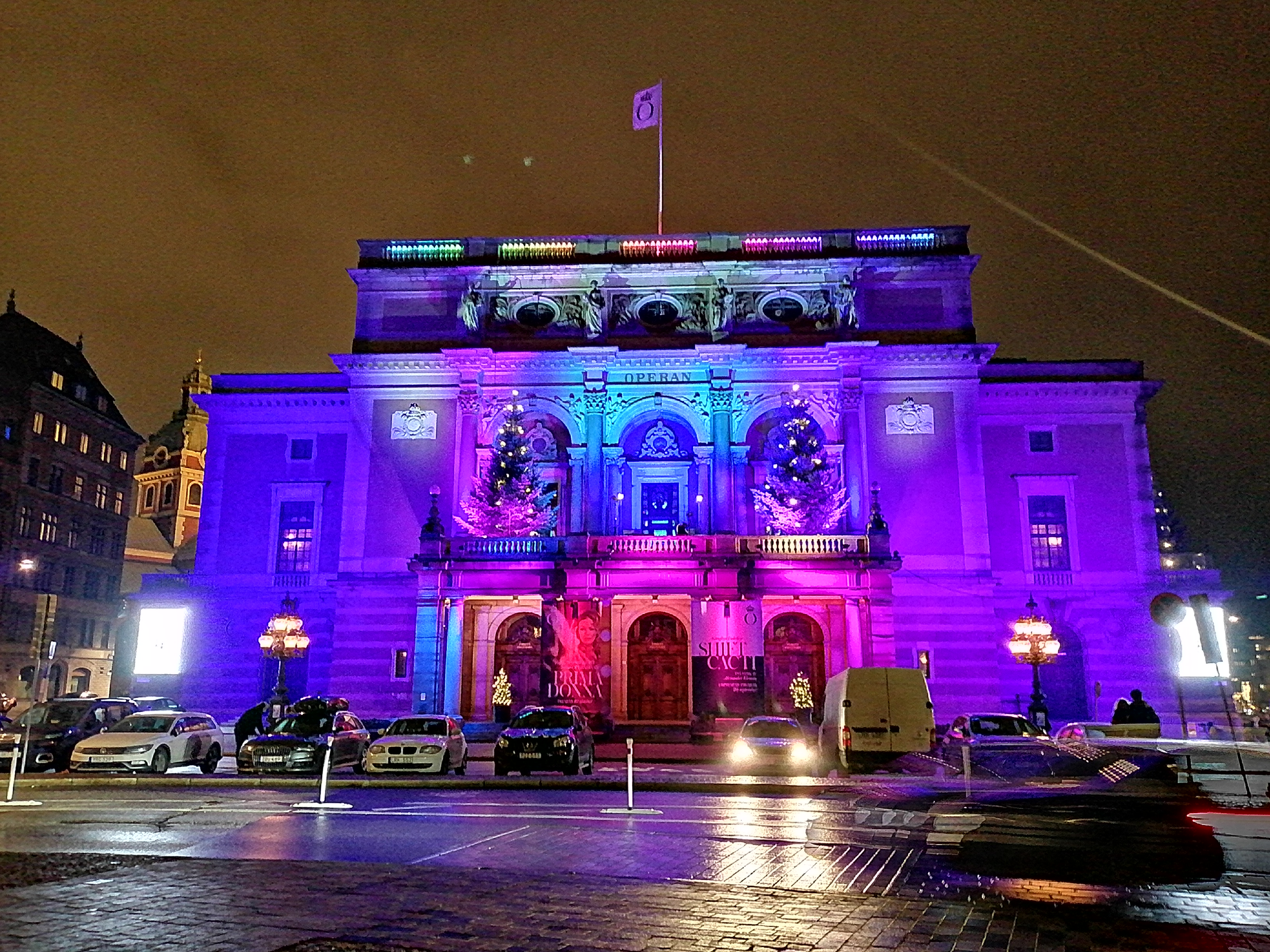
Den kungliga svenska operan deltog i Nobel Week Lights 2020. Den färgrika ljusinstallationen skulle ge publiken minnet av ljusare tider under pandemin. Installationen utvecklades av Patrik Becker, Head of Lighting, Sound, and Video, och Hans Håkansson, Lighting Master, från den kungliga svenska operan.